# 4 век
4 век започва на 1 януари 301 г. и свършва на 31 декември 400 г.

## Събития
- 304 г. – Дадено е началото на Шестнайсетте царства в Китай.
- 306–337 г. – Константин Велики слага край на преследването на християните в Римската империя и християнството започва да се превръща в основна религия на империята.
- 28 октомври 312 г. – Провежда се битка при Малвийския мост, довела до победата на Константин Велики над Максенций.
- 313 г. – Издаден е Медиоланският едикт.
- ок. 320 г. – Основана е империята Гупта.
- 325–328 г. – Царство Аксум приема християнството.
- 11 май 330 г. – Константинопол е тържествено прогласен за Новия Рим, което ознаменува окончателното налагане на християнството за официална религия на Римската империя.
- 335–380 г. – Император Самудрагупта разширява империята Гупта.
- втора половина на IV век – Започва Великото преселение на народите, чието начало е дадено от племето на хуните.
- ок. 350 г. – Царство Аксум превзема царство Куш.
- 365 г. – Земетресение с магнитуд от 8,5 по скалата на Рихтер удря остров Крит. Последвалото цунами причинява огромни разрушения в Крит, Гърция, Либия, Египет, Сицилия и Кипър.
- 9 август 378 г. – Провежда се битка при Адрианопол.  Римската армия е разбита от готите и император Валент е убит.
- ноември 383 г. – Провежда се битка при река Фей.

## Изобретения, открития
- Стремето е изобретено в Китай не по-късно от 322 г.